# Trond Olsen
Trond Olsen (né le 5 février 1984 à Lyngen) est un footballeur norvégien, jouant au milieu de terrain au Viking FK.

## Biographie

### Carrière en sélection
Trond Olsen a la particularité d'avoir joué pour deux sélections : la première non reconnue, la seconde oui. 
En 2006, il fait partie de la sélection de Laponie et dispute la VIVA World Cup 2006. En jouant tous les matchs, il inscrivit cinq buts dans ce tournoi, dont un en finale contre Monaco, remportant ainsi ce tournoi. 
Il connut ensuite une sélection avec la Norvège, le 19 novembre 2008, à Kiev, en match amical contre l'Ukraine, qui se solda par une défaite norvégienne (1-0).

## Carrière
- 2001-2005 :  FK Bodø/Glimt
- 2006 :  Lillestrøm SK
- 2006-2008 :  FK Bodø/Glimt
- 2009-2011 :  Rosenborg Ballklub
- 2011- :  Viking FK

## Palmarès
- Viva World Cup
  - Vainqueur en 2006
- Coupe de Norvège de football
  - Finaliste en 2003
- Championnat de Norvège de football
  - Champion en 2009 et en 2010
  - Vice-champion en 2003
- Supercoupe de Norvège de football
  - Vainqueur en 2010